# Németország hadigazdálkodása a második világháború előtt és alatt

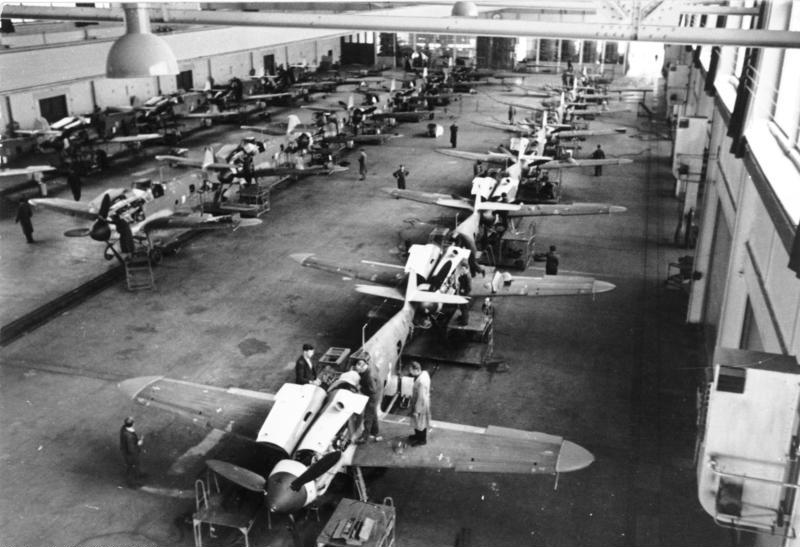
Messerschmitt Bf 109 gépek a gyártósoron

Németország hadigazdálkodása a második világháború előtt és alatt fontos része volt a második világháború történetének, egyaránt háttere a nagy hódításoknak és a végső vereségnek. 
Németország az első világháború után a számára rendkívül hátrányos versailles-i békeszerződés megváltoztatására törekedett, a náci hatalomátvétel után már egyértelműen háború útján.
Az előző nagy háború tapasztalatai révén a politikusok és katonák egyaránt megtanulták, hogy egy modern háborúban a győzelem legalább annyira a gazdasági, mint a katonai erők függvénye, azaz a katonai erő gazdasági tényezőkön alapul. Világossá vált, hogy a fegyvergyártáson túlmenően hadianyagnak kellett tekinteni magát a vasat, a szenet és az acélt is. A korábbi tapasztalatokon túlmenően azonban széles körben terjedt az a meggyőződés, hogy az új háború totális háború lesz, kimenetele a korábbinál nagyobb mértékben függ majd az adott országok gazdasági erőforrásaitól, ezek mozgósításától, optimális felhasználásától, elosztásától. idézi 

## Előkészületek

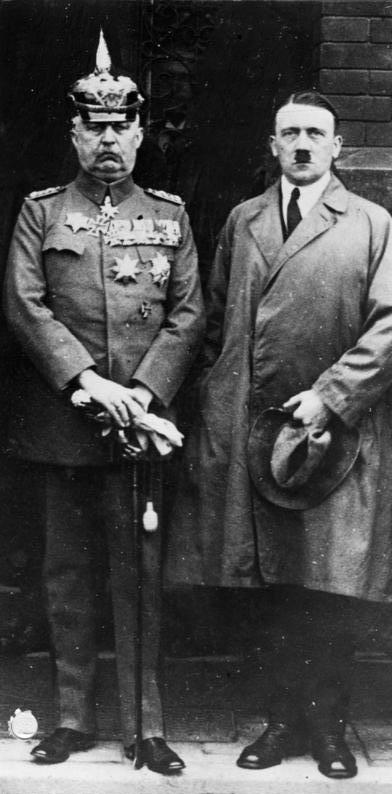
Ludendorff a perbe fogott Hitlerrel, München, 1924. március 26.

A német vezérkar Hitlerhez intézett memorandumában megfogalmazta: idézi 

„A totális háború megköveteli a társadalmi élet legszigorúbb alárendelését és minden erőnek akadálytalan és teljes bevetését.”

A németországi döntéshozók körében elfogadott vált, hogy a modern háború követelményei a gazdaság egészére kiterjednek és feltételezik: idézi 
- az ipar teljes átállítását hadianyag-termelésre,
- a munkaerő mozgásának szabályozását,
- a külkereskedelem állami ellenőrzését,
- a nyersanyag- és élelmiszer-ellátás megszervezését,
- a háború pénzügyi szükségleteinek megoldását adózás, kölcsönök vagy hitelműveletek révén, továbbá
- hatékony árszabályozást.

Erich Ludendorff már a húszas évek elején arról beszélt, hogy „a német fegyverkezési politika” nem más, mint a „német gazdaság teljes átállítása”, és a felkészülés érdekében szükséges, hogy „titokban indítsák meg a fegyverkezési iparok fejlesztését”. A nemzetiszocialista hatalomátvétel után már arra a következtetésre jutottak, hogy „a békés és a háborús gazdaság megkülönböztetése csupán a liberális gazdasági felfogásban található meg, és ezért számunkra elavult fogalmak”. idézi 
A szakmai irodalomban gazdagon kibontakozó tervek egységes állami irányítást, a munkaerőpiac szabályozását, az ipari kapacitás növelését, a külkereskedelem olyan átépítését, hogy háború esetén is működőképes maradjon, és a katonai kiadások olyan finanszírozását, mely elkerülhetővé teszi a nagyobb mérvű inflációt. Ezek az intézkedések azonban a német tőkés gazdaságot állami irányítású gazdasággá alakították volna át, amit a belső hatalmi erőviszonyok aligha tettek még lehetővé. idézi  Az elképzelések bizonyos elemeit, mint a hadianyag-termelés és a fegyvergyártás felfuttatását azonban meg lehetett valósítani.
Az egyre inkább divatossá váló Wehrwirtschaft („védelmi gazdaság”) elméletének megvalósítását természetesen akadályozták a német politikai, gazdasági és katonai elit közötti érdek- és nézetkülönbségek, valamint a gazdaság napi szükségletei és távlati háborús felkészülése közötti ellentmondások. Hitler azonban azt feltételezte, hogy a háborús felkészülés, az úgynevezett „nagytérgazdaság” (Grossraumwirtschaft) kialakításának megkezdése a német belpolitikai problémák megoldásának is jó eszköze lesz.
Végeredményképpen a háborús előkészületekben a német gazdaság előtte járt minden potenciális ellenfelének. Például a fegyvergyártásban nélkülözhetetlen szerszámgépekből 1 180 000 dolgozott a német iparban, több mint az Egyesült Államokban. De az egész gazdasági kapacitás tekintetében így is messze elmaradt az Egyesült Államok mögött, illetve Anglia, Franciaország és a Szovjetunió egyesített erejével sem vehette fel a versenyt. idézi 
A háború előtt Németország a hadviselés szempontjából legnélkülözhetetlenebbnek tekinthető nyersanyagfajtából mindössze négyben rendelkezett megfelelő készletekkel. idézi  Ezért is igyekeztek ellenőrzésük alá vonni a délkelet-európai országok gazdaságát, melyek megfelelő mennyiségben szállíthattak élelmiszert és nyersanyagot Németország számára, s ebben az irányban nem állt fenn az angol blokád veszélye. A náci párt által 1932-ben közzétett program is hangsúlyozta, ebbe az irányba kell fordítani a külkereskedelmet. Németországot és a délkelet-európai országokat egymást kiegészítő gazdaságnak tekintették. A program azt is előirányozta, hogy Németország az mozgósítsa vegyészeti iparát és magas szintű technikai felkészültségét, hogy ezáltal a hiányzó nyersanyagokat szintetikus anyagokkal pótolhassák, mindenekelőtt szintetikus olaj és gumi előállítása révén. idézi 
A háborúra való gazdasági készülődés jegyében 1936-ban bevezették az ár- és bérellenőrzést, 1938-ban sor került a munkaerő részleges mozgósítására és a szabad munkahelyválasztás korlátozására. A hadsereg megrendelései a nehézipari kapacitás jó részét már lekötötték. idézi  Hitler azonban ideológiai és népesedéspolitikai okokból (Kinder, Küche, Kirche), nem szorgalmazta a női munkaerőt bevonását gyári munkára, és népszerűségének megóvása érdekében ahhoz sem járult hozzá, hogy a lakosság fogyasztási szintjét a források átcsoportosításával tovább csökkentsék. idézi 

### Autópálya-építés

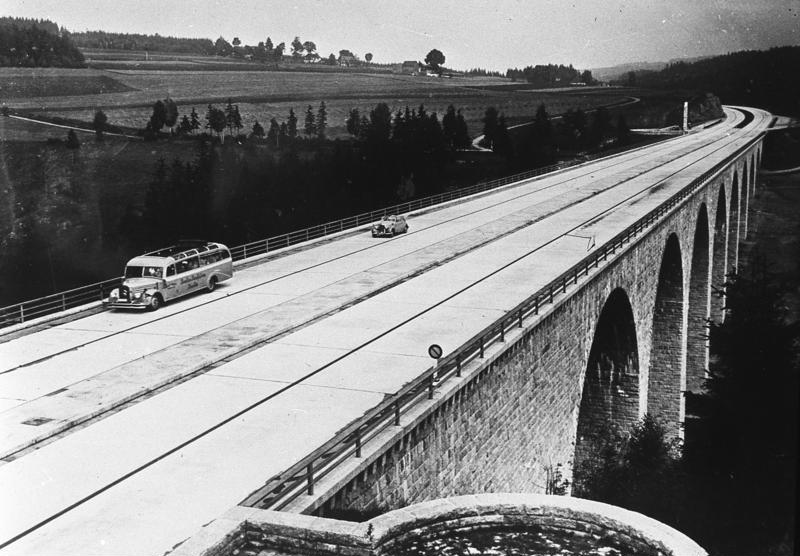
Saale-híd a Berlin–München-autópályán a 30-as évek végén

1932 szeptemberében a nagy gazdasági világválság körülményei között a német gazdasági helyzet katasztrofális volt, a munkanélküliek száma elérte az 5 milliót. A Hitler vezette NSDAP az 1932 novemberében tartott választásokon a korábbiakhoz képest kétmillió szavazatot veszített, 230 képviselői hely helyett 196-ot szerzett. Belpolitikai kombinációk révén azonban 1933. január 30-án mégis Hitler lett a kancellár.
Hitler hatalomra kerülése után gyors intézkedésekkel igyekezett növelni népszerűségét,
nagyszabású, államilag finanszírozott munkaprogramokat szorgalmazott, például a Reichsautobahn – út- és hídépítési program, valamint a járműipar népszerűsítése – végrehajtását. E program szervezője és fő tervezője a Sager & Woerner cég műszaki igazgatója, Fritz Todt volt. 1933. szeptember 23-án Hitler maga tette meg az első kapavágást az építkezésen, amin rögtön 15 000 fő állt munkába. A csúcsot 1936-ban érték el 125 000 munkással, amikor a munkanélküliség már egyébként is jelentősen csökkent. Az autópályák dinamizmusukkal, merész tervezésükkel és korszerűségükkel nagy sikert arattak, népszerűséget hoztak a rezsimnek. A birodalmi autópályák széles körben terjesztették a motorizációt, sok embert képeztek ki gépjárművek vezetésére, és stratégiai szempontból is volt jelentőségük, bár később, a háborúban, az autópályák alig játszottak szerepet a nehézfegyverek és csapatok szállításában, amire főleg a vasutat illetve a frontok közelében lovasfogatokat használtak. Az útépítési program azonban rendkívül hatékonyan teremtett munkahelyeket a nehezen foglalkoztatható, képzetlen dolgozók csoportja számára.

### Hadikonjunktúra
A nagy gazdasági világválság németországi hatásainak csökkentésében, a munkanélküliség felszámolásában messze a legnagyobb szerepet a hadikonjunktúra játszotta.
Az általános katonai szolgálat 1935. március 16-i bevezetése rohamosan növelte a csapatok létszámát. Az állam által több milliárd márkával támogatott fegyverkezési beruházások új munkahelyeket teremtettek az iparban. A repülőgépgyártás példátlan fellendülésen ment keresztül, dolgozóinak száma az 1933. januári mintegy 4000 alkalmazottról két évvel később 54 000 főre, 1938 tavaszán pedig csaknem 240 000 alkalmazottra nőtt.
A teljessé vált foglalkoztatottság ellenére a kormányzat továbbra is a bérek 6,5 százalékán tartotta a munkanélküli-biztosítási járulék mértékét, és az így beszedett milliárdokat is a fegyvergyártásba irányította. A társadalombiztosítási pénztárak mérlegfőösszege az 1932-es 4,6 milliárd birodalmi márkáról 1939-re 10,5 milliárdra nőtt, és ezek az alapok kölcsönként szolgáltak a birodalmi költségvetésnek a fegyverkezési kiadások finanszírozására.
A fegyverkezésre fordított milliárdokat nagyrészt állami hitelfelvétellel szerezték be. 1933 júniusában született meg a döntés a külföldi adósság törlesztésének „ideiglenes” leállításáról. Ez az egyoldalúan meghirdetett adósságmoratórium rontotta a Német Birodalom hírnevét a nemzetközi pénzügyi piacokon, és egyben megmutatta, hogy az új német kormányt már nem kötik a nemzetközi szerződések. Hjalmar Schacht, a Reichsbank főnöke ésszerűtlen intézkedésekkel is próbált  pénzt gyűjteni, szembeszegült a tőkepiacok korlátaival. A náci vezetés abban bízott, hogy a győztes háború után, a hódítások és zsákmányolás révén könnyedén helyreállíthatják a német pénzügyi egyensúlyt.

### Az Anschluss gazdasági vonatkozásai
Ausztria bekebelezésének, különösen a végrehajtás időpontjának megválasztásában gazdasági okok is szerepet játszottak. Ausztria ugyanis gazdag vasérckészletekkel, ólom, cink és molibdén lelőhelyekkel is rendelkezett, sőt frissen fedeztek fel kőolajmezőket is. Emellett az Osztrák Nemzeti Bank arany- és valutakészletét 460 millió birodalmi márkára becsülték, ami meghaladta a Német Birodalmi Bank készleteinek értékét. Ausztriának igen jelentős külföldi befektetései és követelései voltak, melyek értékét 900 millió márkára becsülték. idézi  243 nagyobb osztrák üzemet azonnal be is kapcsolhattak a német fegyverkezési programba. 
Ausztria és Csehország elfoglalása révén a német vastermelés 16 millió tonnáról 22 millió tonnára, az acéltermelés 18,6 millió tonnáról 25 millió tonnára emelkedett egy év alatt. Azonnal terveket dolgoztak ki az osztrák vastermelés növelésére, Linz környékén egy új vasmű létesítésére. Németország délkelet-európai terjeszkedését is megkönnyítették az ott található erős osztrák érdekeltségek.

## A német gazdaság a háborúban

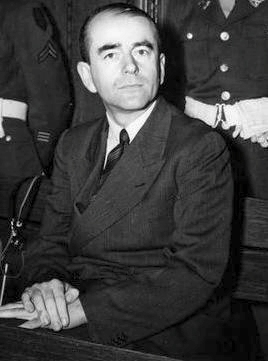
Albert Speer

### Hadiipar
A gazdasági felkészülés tényleges eredményei akkoriban, és az utókor történészei körében is vitatottak. Nyilvánvaló, ha Németország már 1939–40-ben kénytelen lett volna komolyabb hadműveletekbe bocsátkozni, a hadigazdaság gyengeségei kiütköztek volna. A sikeres villámháborúhoz azonban sokkal kevesebb nyersanyagra volt szükség, mint számították, sőt, jelentékeny hadizsákmányra tettek szert. Ennek következtében a helyzet radikálisan megváltozott. A német hadigazdasági kapacitás közel megkétszereződött, s az ország pedig saját erőforrásai teljes mozgósítása nélkül is felkészültebbnek tűnt nagy méretű katonai hadműveletekre, mint korábban. Ezért a háború első két éve során nem is került sor radikális változtatásokra a német gazdaság szerkezetében.

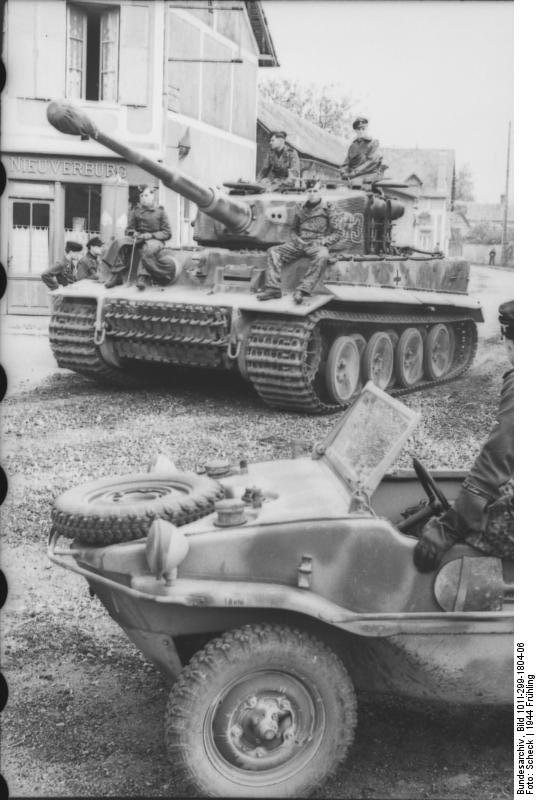
Tigris harckocsi Észak-Franciaországban

1942-ben, a Barbarossa hadművelet kudarca, valamint az Egyesült Államok hadba lépése után Németország jelentős változtatásokra kényszerült hadigazdálkodásában. 1941 kora őszén Hitler még a repülőgépek és a tengeralattjárók gyártásának fokozására adott utasítást, novemberben azonban már a szárazföldi hadsereg szükségletei kaptak elsőbbséget. A német ipar ugyan több mint kétszer annyi harckocsit gyártott 1941-ben (5138), mint 1940-ben (2159), de ez távolról sem volt elég. A repülőgépgyártás ütemének növekedését sem tartották kielégítőnek.
Hitler a hadigazdaságot addig felügyelő Hermann Göring egyes hatásköreinek elvonásával 1941 végén az addig is létező Fegyverkezési és Hadianyag-termelési Minisztériumot és annak miniszterét, Fritz Todtot bízta meg a fegyverkezési program átállításával és felgyorsításával. A nagyipar és a hadsereg vezető képviselőinek részvételével öt nagy bizottságot hoztak létre, hogy szervezzék és ellenőrizzék a hadianyagok, a kézifegyverek, a páncélosok és más fegyvertípusok gyártását, továbbá egy speciális bizottságot a szerszámgépek termelésének ellenőrzésére és növelésére. Todt váratlan halála után Albert Speer lépett a helyére. idézi  Speer sikerrel igyekezett kiterjeszteni hivatala és saját maga befolyását a náci adminisztráció zűrzavaros labirintusában. Az elsőbbségek világos meghatározása, jobb szervezés, standardizálás, a megszállt területek növekvő kizsákmányolása révén 1942 első felében a német haditermelés rohamosan növekedni kezdett. Az év során 5530 harckocsit gyártottak az előző évi 3630 helyett; 15 528 repülőgépet bocsátottak ki az előző évi 11 424 helyett, és a lövegek, páncéltörő ágyúk, valamint egyéb fegyverek és hadianyagok gyártása a többszörösére növekedett. idézi 
A német hadianyaggyártás 1944-ben érte el a csúcspontját. Ebben az évben 18 956 páncélost gyártottak, köztük 1069 Tigrist és 4003 Párducot.
A legnagyobb eredményeket a repülőgépgyártásban érték el, ami egyébként értékben a teljes haditermelés 40%-át tette ki. Az 1941-ben előállított 11 424 repülőgéppel szemben 1942-ben 15 528, 1943-ban 25 094 és 1944-ben 39 275 gép hagyta el a futószalagokat. Az óriási  veszteségek miatt azonban a bevethető repülőgépek száma csak viszonylag kis mértékben nőtt. 1942 júliusában 4950 bevethető harci géppel számoltak, melyet még kiegészített 950 szállítógép. 1943-ban a maximális géplétszám 6107 harci gép volt, és 850 szállítógép. 1944-ben pedig, bár közel 40 000 gépet gyártottak, az év nyaráig a bevethető gépek száma csökkent, az ősz folyamán pedig nagyon kis mértékben emelkedett. idézi 
A háború előtt a német Luftwaffe a Messerschmitt 109 és a Heinkel He 111 géptípusokat tartotta a legértékesebbnek. 1940-től a Junkers 88 közepes bombázó (termelése 1940–1944-ben évi 2500 db körül mozgott) és a Messerschmitt 110 többcélú repülőgép volt. Érdekesség, hogy a híres Stukák (melyek a háború kezdetén halálra rémítették Nyugat-Európa lakosságát és katonáikat „Jerikói kürt” nevű, nagy hangerejű szirénájukkal) termelése 1940 és 1942 között mindössze évi 1000 db körül mozgott.
A termelés azonban nem tudott lépést tartani a szükségletekkel. A katonai kudarcok hatására a németek ismételten átcsoportosították erőforrásaikat az egyik területről a másikra, állandóan változtatták fegyverkezési taktikájukat aszerint, hogy az orosz frontra, Észak-Afrikába, vagy Olaszországba kellett sürgősebben a hadianyag. Ismételten jelentkezett a dilemma: az angolszász légitámadásoktól óvják-e a légteret, vagy utolsó erőfeszítéssel offenzív hadműveletekre gyártsanak fegyvereket. A néhány ezer darab V–1-es robotrepülőgép és V–2-es rakéta az utóbbi célt szolgálta, de ettől eltekintve inkább a védelmi fegyverek kaptak prioritást.
A hadtörténészek gyakran Hitlert hibáztatják, aki magának tartotta fenn a döntési
jogot, hogy milyen típusú fegyvereket gyártsanak. A döntések, gondok nagy része azonban nem a Führer szeszélyéből származott, hanem abból, hogy rendkívül nehéz volt a különböző típusú lőszerek, fegyverek és harci eszközök gyártását standardizálni, túl nagy volt a korábbi és a zsákmányolt típusok részaránya. Németország vezetői egy ideig abban bíztak, hogy új fegyvereik jobb minőségével ellensúlyozhatják a mennyiségi hátrányokat, de 1944 áprilisában úgy döntöttek, hogy minden erőforrást a már elfogadott fegyverek gyártására összpontosítanak és tovább már nem törekednek új fegyverek kikísérletezésére. 1944 nyarán felhagytak minden olyan tervvel, ami legkésőbb hat hónapon belül nem ígért sikeres befejezést. A Hitler elleni merénylet után Joseph Goebbelst nevezték ki a totális háború mozgósítási birodalmi biztosának, idézi  de az összeomlás már elkerülhetetlen volt. „A sokat idézett német fegyverkezési csoda legfeljebb néhány évvel meghosszabbította a háborút, kimenetelén azonban nem változtatott”. idézi 

### Nyersanyagellátás

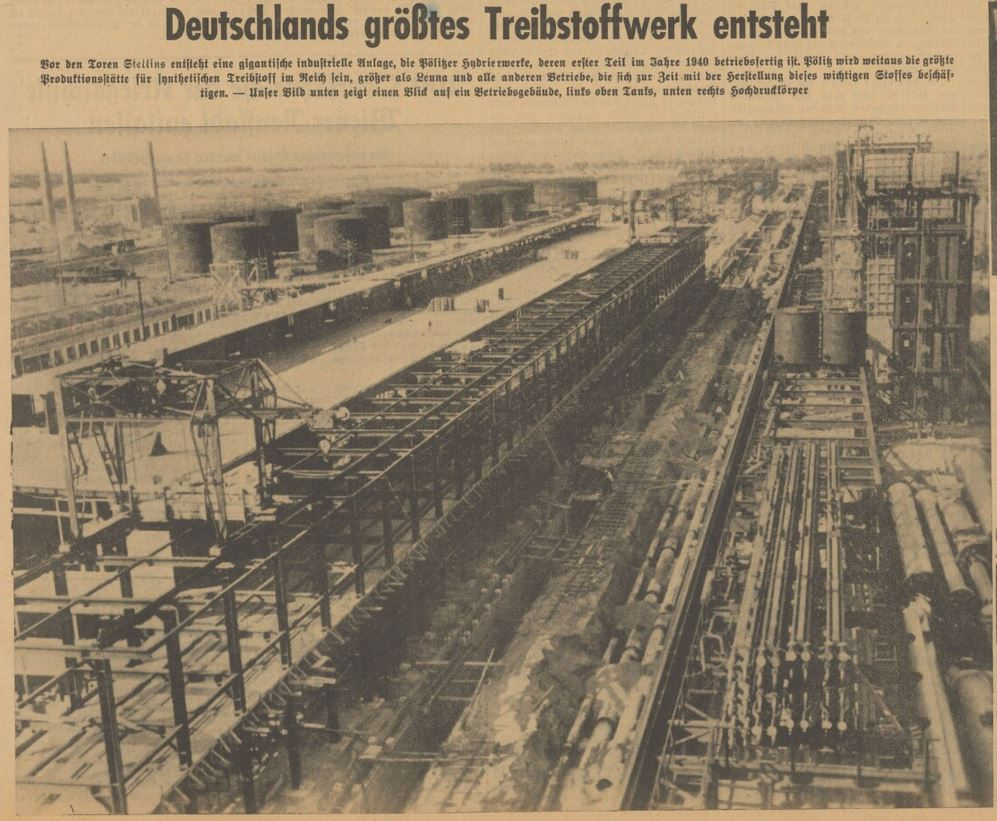
A legnagyobb német műbenzin-gyártó üzem, 1939

A német hadigazdálkodás fő szűk keresztmetszete a nyersanyagellátás volt. Ennek megoldása volt az egyik fő célja a szovjet területek elfoglalásának. A remények azonban nem válhattak valóra, mivel a visszavonuló Vörös Hadsereg minden fontos üzemet, bányát, erőművet lerombolt. A területi hódításon alapuló megoldás kudarcának felismerése egybeesett a hadianyag-termelés növelésére irányuló új kampánnyal. Georg Thomas német tábornok, a német hadigazdálkodás egyik vezető alakja szerint mivel a német hadsereg nem tudta elfoglalni a kaukázusi olajmezőket, ez gyakorlatilag véget vetett az offenzív hadműveleteknek. 1943 elején a benzinkészletek már mélyponton voltak, és minden hadműveleti tervet összhangba kellett hozni az üzemanyag-ellátás lehetőségeivel. A műbenzinüzemek 1942-ben 500 ezer tonnával, 1943-ban pedig 1 millió tonnával több benzint állítottak elő, ami azonban csak csökkenthette a kereslet és kínálat közötti ellentmondást. A romániai olajimport az 1940. évi 1,17 millió tonnáról 1941-ben 2,96 millió tonnára emelkedett és a további években is 2 millió tonna felett maradt. A magyarországi kőolajszállítások is mintegy 300 000 tonnával növekedtek ezekben az években. A hiány azonban súlyos maradt. Jellemző, hogy annak a páncélos hadseregnek a mozgását, melynek 1942 végén a kaukázusi olajmezők elfoglalása lett volna a feladata, erősen lelassította, hogy takarékoskodniuk kellett az üzemanyaggal.
A nyersolajhiány mellett a vasércellátás látszott a német gazdaság másik gyenge
pontjának. A Wehrmacht már 1938-ban a hazai acéltermelésnek mintegy 30%-át igényelte katonai célokra. idézi  A német vas- és acélipar állandó nyomás alatt állt a több termelés érdekében. A vasércellátás azonban végső soron, Ausztria, Belgium, Luxemburg és Franciaország német megszállása után, valamint a folyamatos svédországi import révén szűkösen megoldható volt, és az acélgyártáshoz szükséges mangán, nikkel, króm és volfrám is beszerezhető volt a megszállt területekről és a semleges országokból.

### Munkaerő
A német hadigazdaság legnagyobb gondja a munkaerőhiány volt. Németország a háborúra való felkészülés révén már jórészt a háború előtt megszüntette a munkanélküliséget, így sokkal kisebb volt a munkaerő-tartaléka, mint Angliának vagy az Egyesült Államoknak, ahol 1939-ben még elég jelentős volt a munkanélküliség, vagy akár a Szovjetuniónak, ahol ugyan nem volt munkanélküliség, de a mezőgazdasági lakosság túlsúlya munkaerőtartalékot jelentett.
A német ipari munkaerő létszáma 1938-ban 1 millió fővel haladta meg a nagy gazdasági világválság előttit, ugyanebben az évben bevezették az általános munkakötelezettséget. 1939-ben újabb 700 000 ember talált munkát a gyárakban, elérték a 10 és félmilliós ipari létszámot, ezzel a számításba jöhető munkaerő-tartalékokat kimerítették. A nők toborzásának lehetőségeit többször is megvizsgálták és elvetették, de Németországban a dolgozó nők aránya a háború előtt már magasabb volt (35%), mint a nyugat-európai országokban, ezért további mozgósításuk nehezebb is lett volna, mint Angliában vagy az Egyesült Államokban.
A háború kitörése után a férfiakat tömegesen hívták be katonának. 1939-ben 1,4 millió embert mozgósítottak, 1940 folyamán a hadsereg létszáma elérte az 5,7 milliót. Ez főleg a mezőgazdaságban okozott munkaerőhiányt. Lengyelország megszállásának első esztendejében mintegy 800 000 lengyel munkást (részben hadifoglyot) vittek Németországba, és 75%-ukat a mezőgazdaságban dolgoztatták, megfelelve annak a náci ideológiának, miszerint az alacsonyabb rendű lengyelek végezzék a fizikai munkát, a felsőbbrendű német faj harcoljon. 1940 novemberében 850 000 francia és 500 000 lengyel hadifogoly dolgozott a német gazdaságban. 1941-ben azonban a szovjet hadifoglyokat nem engedték a Birodalom területére, inkább hagyták őket milliószámra éhen halni és elpusztulni 1941–1942 telén. Kivételképpen, hosszas huzavona után, 1941 októberében 10 000 munkást szállítottak Ukrajnából a különösen nagy munkaerőhiánnyal küzdő német bányákba.
A moszkvai csata után szertefoszlottak Hitler azon reményei, hogy az oroszországi villámháború befejezését követően a hadsereg egy részét leszerelheti, és ez lényegesen enyhíthet a munkaerőhiányon. Új mozgósítási rendszert kellett kidolgozni, legalábbis további 1 millió embert igényelt a hadsereg.
1942 elején a külföldi munkások a német munkaerőállomány 9%-át tették ki. Egyes gyárakban a külföldi munkaerő aránya meghaladta a 20%-ot. Kezdetben a megszállt nyugati országokban a német hatóságok kerülték az erőszakos a munkaerőtoborzást, ehelyett kihasználták a nagy munkanélküliséget, és jobb béreket kínáltak. Később már gazdasági nyomással erőltették a németországi munkavállalást. A megszállt szovjet és lengyel területeken viszont kezdettől fogva kényszermunkát alkalmaztak. Fritz Sauckel,  a munkaerő teljhatalmú kormánybiztosa rendszeres munkaerőpolitikájának lényegét a következőkben fogalmazta meg: „A meghódított területek nyersanyagkészletét, termékeit és munkára alkalmas lakosságát teljesen és tudatosan Németország és szövetségesei szolgálatába kell állítani.” Sauckel 1942 és 1944 között négy nagy kampányt szervezett, hogy toborzással, vagy ha kell, egyszerű deportálással munkások millióit hurcolja Németországba, most már a keleti területekről is. idézi 

### Mezőgazdaság
A háborúra készülő Németország gazdaságpolitikája az első világháború tapasztalatai alapján nagy súlyt helyezett a mezőgazdaságra a lakosság és a hadsereg megfelelő élelmiszer-ellátása érdekében. A harmincas évek során a külkereskedelemben a délkelet-európai gabonatermelő országok felé fordultak, hogy megkímélhessék a német piacot a várható tengeri blokád katasztrofális hatásaitól. idézi  Ezen túlmenően a német gazdasági vezetés néhány alapvető nyersanyag terén maximális önellátást kívánt biztosítani. A német autarkiás politika eredményeként az import aránya a hazai fogyasztásban a harmincas évek folyamán 25%-ról 15%-ra csökkent. Németország különösen a zsiradékok terén függött a külföldi behozataltól, a hazai fogyasztás egynegyedét fedezte az import. Gabonafélékből az import csupán a hazai fogyasztás 15%-át tette ki, a húsfogyasztás terén pedig mindössze 10%-át. idézi  Egészében véve sikerült a német lakosság és a hadsereg számára az élelmiszer-ellátás minimális szükségletét biztosítani.
A náci vezetés nyíltan hirdette, hogy az igazi megoldást a mezőgazdasági ellátásra a keleti hódítások jelentik majd. A háború során azonban ezek a remények nem váltak valóra. A megszállt szovjet területeken a visszavonuló Vörös Hadsereg jórészt magával vitte nemcsak a férfi munkaerőt, de a készleteket, a traktorokat és teherautókat is. A németek nem voltak képesek megfelelő új mezőgazdasági szervezet kiépítésére. Elvileg visszaállították a magángazdaságot, de gyakorlati okokból egy ideig általában megőrizték a kolhozokat. De a magángazdaság részleges visszaállítása sem állította a parasztokat a
németek oldalára. A mezőgazdasági termelés messze elmaradt a németek várakozásaitól. Az orosz parasztok számára a megszállás elsősorban nem a kolhozok feloszlatását és saját parcellájuk visszaszerzését jelentette, hanem sokkal inkább a németek által elkövetett rablásokat, elkobzásokat, a kötelező beszolgáltatás! rendszert, százezrek kényszermunkára elhurcolását, a helyi lakosság szisztematikus pusztítását. A német hatóságok az 1941–1942. évi termés 23%-át, az 1942–43. évi termés 41%-át és az 1943–44. évi termés 45%-át elkobozták a parasztoktól. idézi  Mégis mindez legfeljebb arra volt elegendő, hogy a német hadsereg helyi szükségleteit fedezzék, Németországba csak kevés jutott. A vetésterület aránya alacsony maradt, az állatállomány nem érte el a háború előtti 50%-át, a megszállt területek terméseredményei messze elmaradtak a legpesszimistább várakozásoktól is. Ukrajna nem bizonyult Németország számára Kánaánnak. Egyes adatok szerint a megszállás időszakában a német hatóságok 9,1 millió tonna gabonát koboztak el, de ebből csak 1,2 millió jutott el Németországba a német lakosság élelmezésére, továbbá 2,5 millió tonna takarmánygabona és 3,2 millió tonna burgonya. A lengyel területeken is a német szervezés hatékonysága inkább a szisztematikus fosztogatásban, mint a termelés fellendülésében mutatkozott meg, így a lengyel mezőgazdaság sem járult hozzá a várt mértékben a német szükségletekhez. Néhány millió tonna gabonát és burgonyát, s pár százezer állatot szállítottak el az országból. idézi 
A szövetséges délkelet-európai országok mezőgazdasági termelése is csalódást okozott a német szakértőknek. idézi  Románia, Magyarország, Bulgária a német kereslet és támogatás (Románia például nagy mennyiségű mezőgazdasági gépet kapott) ellenére a háború előtti termelési szintet sem volt képes tartani. Az is bebizonyosodott, hogy ezen országok mezőgazdasági „feleslege” leginkább a lakosság alacsony fogyasztási szintjén alapult. A hadseregeik növekvő fogyasztása, a munkanélküliség felszámolása, a hadikonjunktúra, a hadiipar fejlődése révén kialakult magasabb bérek, fizetések miatt lényegesen megnőtt az élelmiszerek belső fogyasztása.
A várakozásoktól eltérő módon Németország három legfontosabb élelmiszer-szállítója a háború alatt a megszállt Franciaország, Hollandia és Dánia lett, bár ezekben az országokban is csökkent a termelés a háború előttihez képest. A német lakosság viszonylag jobb ellátása úgy volt biztosítható, hogy a megszállt európai országok fejadagjait rendkívül alacsony szinten tartották.

### Pénzügyek
Az első világháborúban a hadigazdálkodás súlyos inflációval járt együtt, aminek lényeges szerepe volt a lakosság romló életkörülményeiben, olykor nyomorában, és növekvő társadalmi elégedetlenséghez, helyenként forradalmakhoz vezetett. А második világháború előtt és alatt az érintett országok ezt mindenképpen el kívánták kerülni. A német közgazdászoknak a 30-as években a Mefo-váltókkal sikerült infláció nélkül biztosítani a felfegyverkezés pénzügyi szükségleteit. idézi 
1940–1945 között a német költségvetési kiadások 600 milliárd márkát tettek ki hivatalos adatok szerint. Ugyancsak a német számítások szerint az összkiadások mintegy 15%-át biztosították külső forrásból, azaz a megszállt országok kifosztásából. Csak a háborús kiadásokat tekintve ennek a „külső forrásnak” az aránya még nagyobb lehetett.  1940-1941-ben az adóbevételek csak a kiadások 35%-át fedezték, a következő két év folyamán csak a 33%-át, az 1943-44-es költségvetési évben pedig már a 25%-át sem. A háború vége felé, a pénzügyi összeomláshoz közeledve a tényleges adóbevételek legfeljebb a kiadások 20%-át fedezték. Az adózás eredendően alacsony részesedése a költségvetés bevételeiben azt mutatja, hogy a nemzetiszocialista vezetés a háború támogatottsága érdekében igyekezett  a német lakosság terheit csökkenteni, illetve azok nagy részét a megszállt országokra áthárítani. A háború kitörését követően is elsősorban a bankok és más pénzintézetek felhalmozott tőkéjét használták fel a költségvetési deficit áthidalására. Lehetővé tették, hogy a bankok a legkülönbözőbb számlákról – nem utolsósorban a betétállományból – az államkasszába irányítsák át a megtakarításokat, főleg rövid lejáratú kincstárjegyek és hosszú lejáratú kamatozó kölcsönök révén.
A háború időszakában Németországban a takarékbetét-állomány rohamosan nőtt. Az 1939-es 29,1 milliárd márkáról 1941-re 51,9 milliárdra, majd 1944-ben 116,7 milliárdra. Ennek az összegnek a 80%-át az állam használta fel, így a lakosság a megtakarításaival jelentős mértékben járult hozzá a háborús szükségletek fedezéséhez. 1939-ben a német államadósság összege 41 milliárd márka volt, a háború végére, a pénzügyi összeomlás idejére pedig elérte a 388 milliárdos rekordmagasságot.

## Fordítás
- Ez a szócikk részben vagy egészben  a   Wirtschaft im Nationalsozialismus című német Wikipédia-szócikk ezen változatának fordításán alapul.  Az eredeti cikk szerkesztőit annak laptörténete sorolja fel. Ez a jelzés csupán a megfogalmazás eredetét és a szerzői jogokat jelzi, nem szolgál a cikkben szereplő információk forrásmegjelöléseként.